# Фітингова платформа

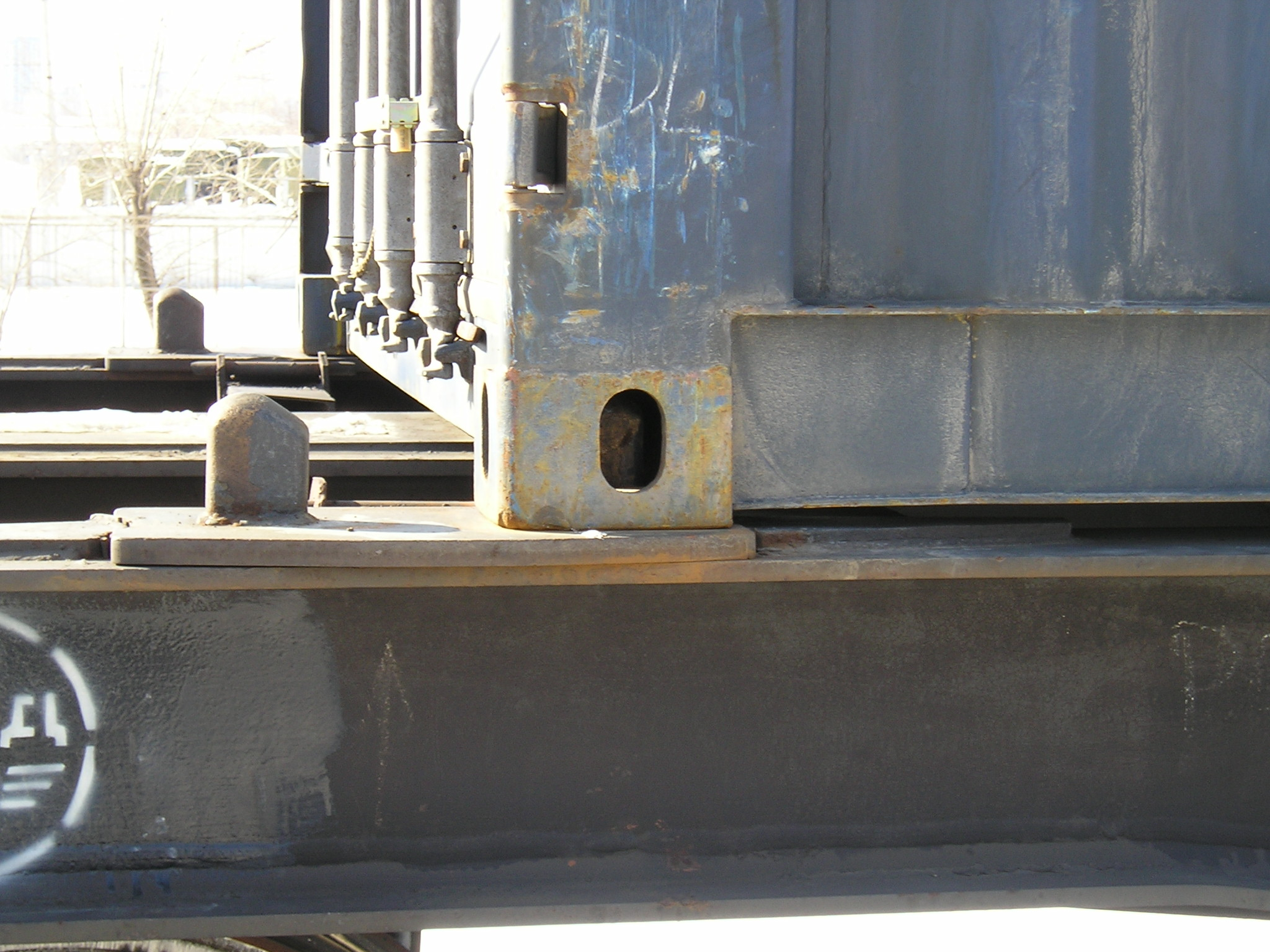
Фітинговий упор

Фітингова платформа (англ. fitting, від англ. fit — прилаштовувати, монтувати, збирати) — спеціалізована платформа, призначена для перевезення великотоннажних контейнерів (ISO 668) і обладнана спеціалізованими вузлами для їх кріплення — фітинговими упорами (це упор входить в замок контейнера).

## Опис
Тип залізничного вагона, який використовується для перевезення інтермодальних контейнерів (TEU). «Well-вагони» з нижчим центром ваги використовуються переважно в Північній Америці, а також і в Австралії. Там, де немає електрифікованих залізниць, високі тунелі, та можна встановити один контейнер над іншим – так званий «Double-stack».
У Європі також використовуються вагони-контейнери, типу «платформа» – але на вагон можна встановити лише один контейнер.

## Моделі фітингових платформ
У деяких моделей фітингових платформ відсутній підлоговий настил і фітингові упори приварені безпосередньо до рами платформи. Такі платформи фітингів призначені тільки для перевезення контейнерів. Частина моделей - універсальні, такі платформи фітингові упори кріпляться на шарнірах до рами платформи і можуть складатися і заважати завантаженню іншого виду вантажу (техніка, довгомірні вантажі тощо. буд.).
Основні моделі, що експлуатуються на залізницях СНД:

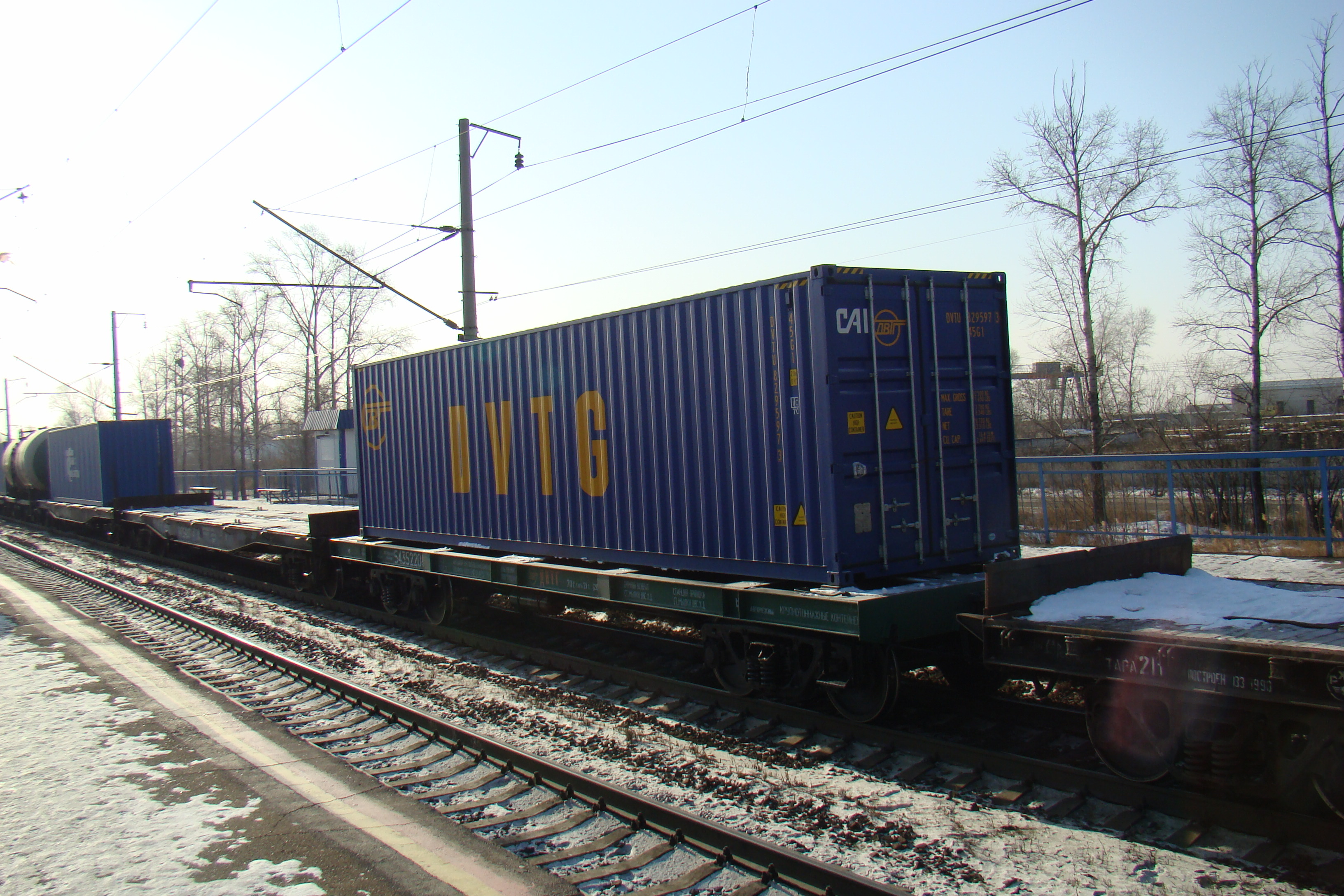
40-футові контейнери на платформах. Ближня платформа з настилом без фітингових упорів, ближній контейнер встановлений на платформі фітингівр

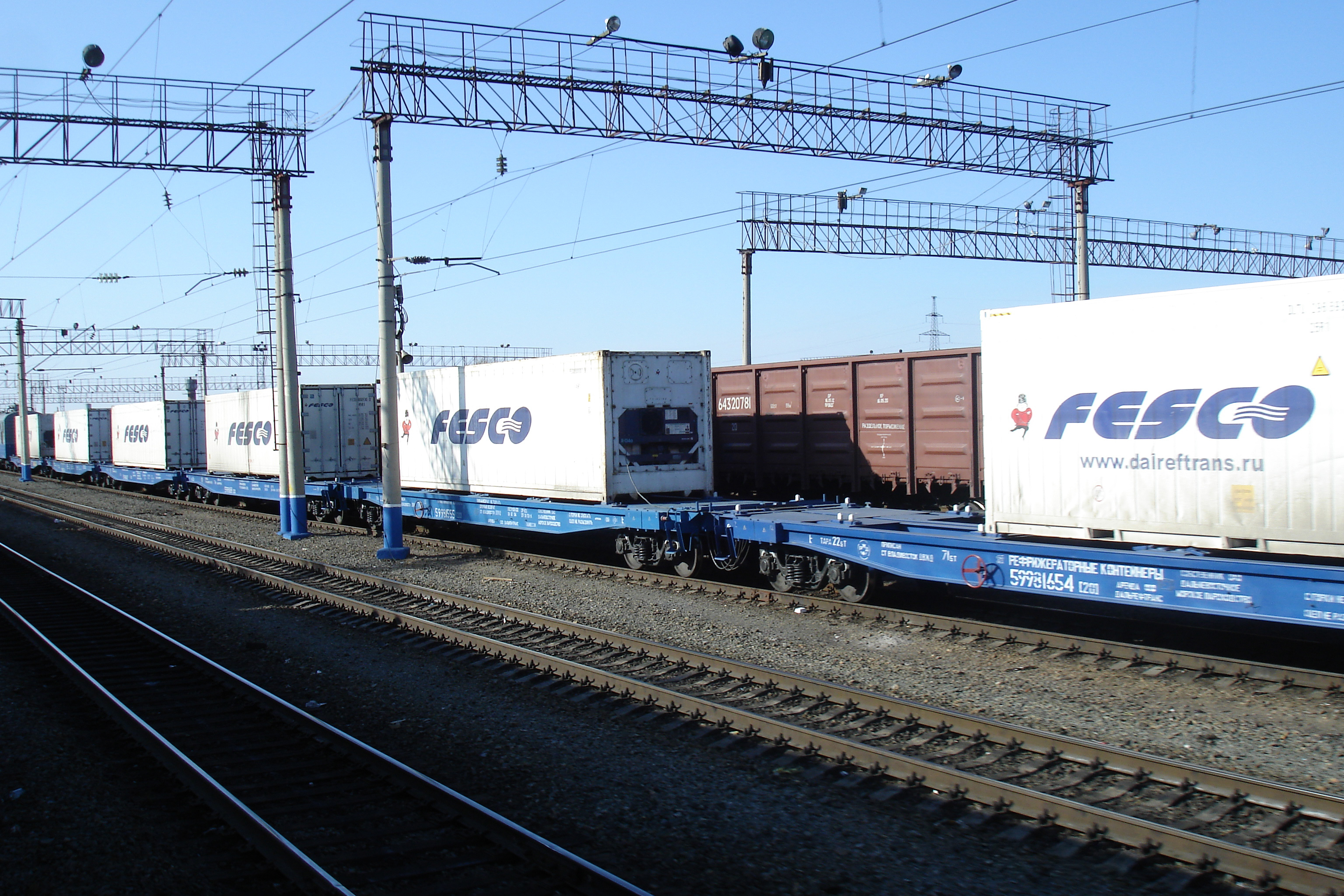
Контейнери-рефрижератори на фітингових платформах моделі 13-2116-01

- Модель 13-3103-01, для перевезення одного 40-футового контейнера (на фото) споруди БМЗ.
- модель 13-9004M, для перевезення автомобільної техніки, а також універсальних великотоннажних контейнерів масою брутто 10, 20 та 30 т у різному поєднанні споруди виробництва КВН.
- моделі 13-4140, для перевезення різних вантажів: литих слябів різної довжини, температура яких при завантаженні не перевищує 100 °С, сортового прокату та арматури, листового прокату, двох 20-футових або одного 40-футового контейнера. Для такої універсальності платформа обладнана стаціонарними бічними стінками, розташованими на консольних частинах несучої рами, бічними опорними стійками, переставними торцевими стінками, що обмежують поздовжнє зміщення вантажів різної довжини і типовими фітинговими упорами для контейнерів, які в неробочому положенні.

## Платформи колодязного типу
Альтернативу фітингових платформ можуть скласти платформи колодязного типу. Перспективна модель 13-3124, споруди БМЗ, дозволяє перевозити контейнери один на одному в два яруси, що дозволяє збільшити кількість контейнерів, що перевозяться в порівнянні з платформами традиційної конструкції. В Росії для цього повинні бути змінені габарити наближення будівель, тому що висота 2 контейнерів вже перевищує максимально-допустиму висоту навіть без урахування висоти рейок та мінімального зазору між рейкою та днищем рухомого складу. Це широко практикований спосіб перевезення на напрямках залізниць США та Канади з тепловозною тягою (через габарити навантаження та рухомого складу).

## Галерея

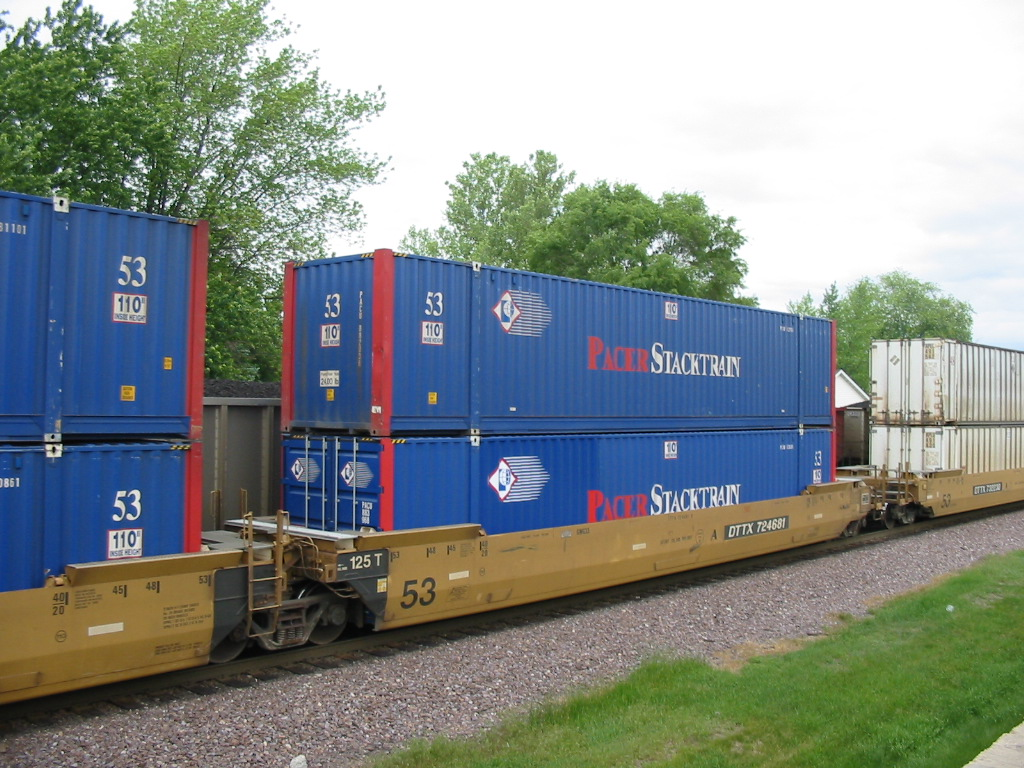
Контейнерні вагони "Double-stack" компанії TTX[en]
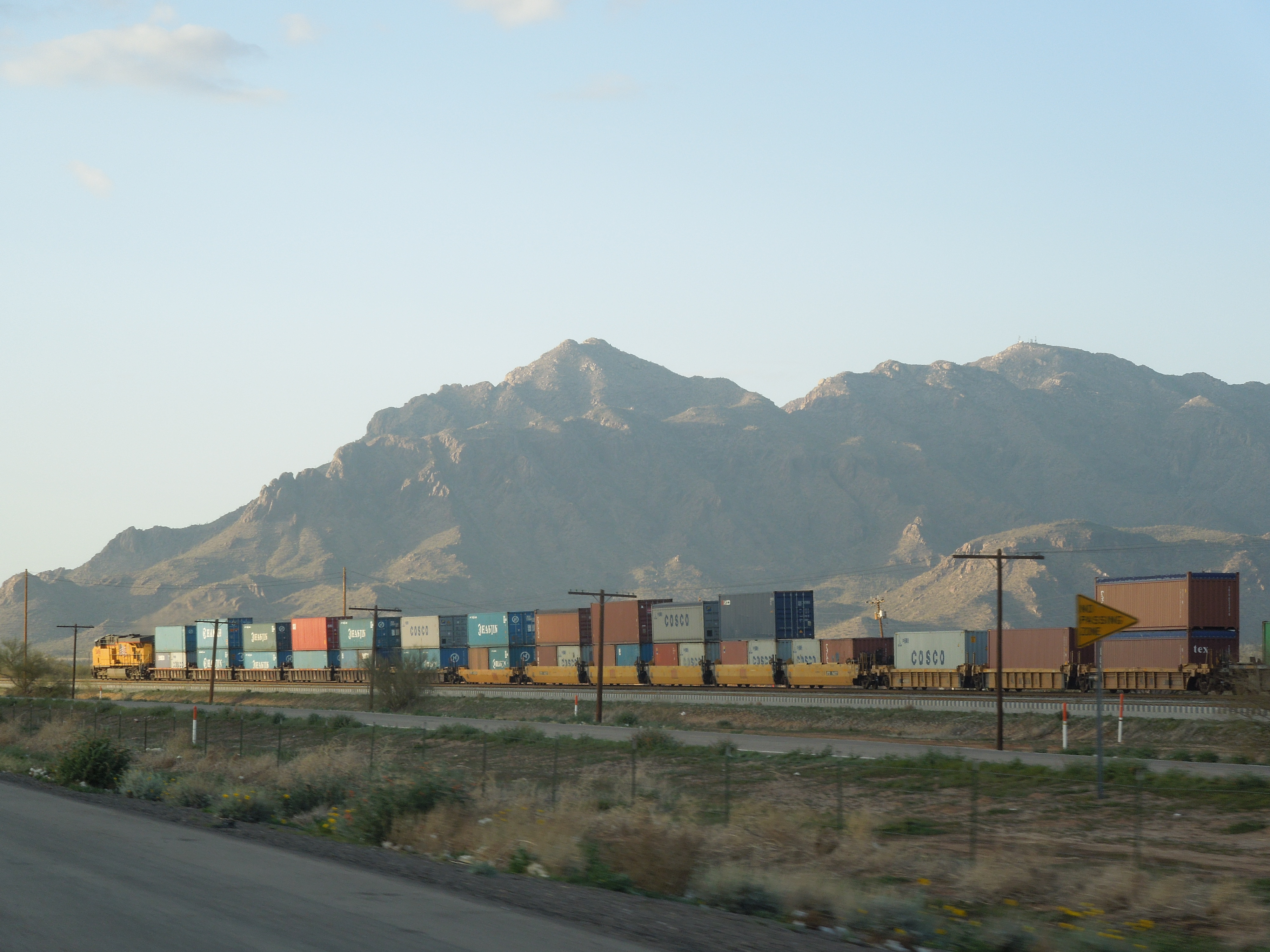
Вагони-контейнери в США
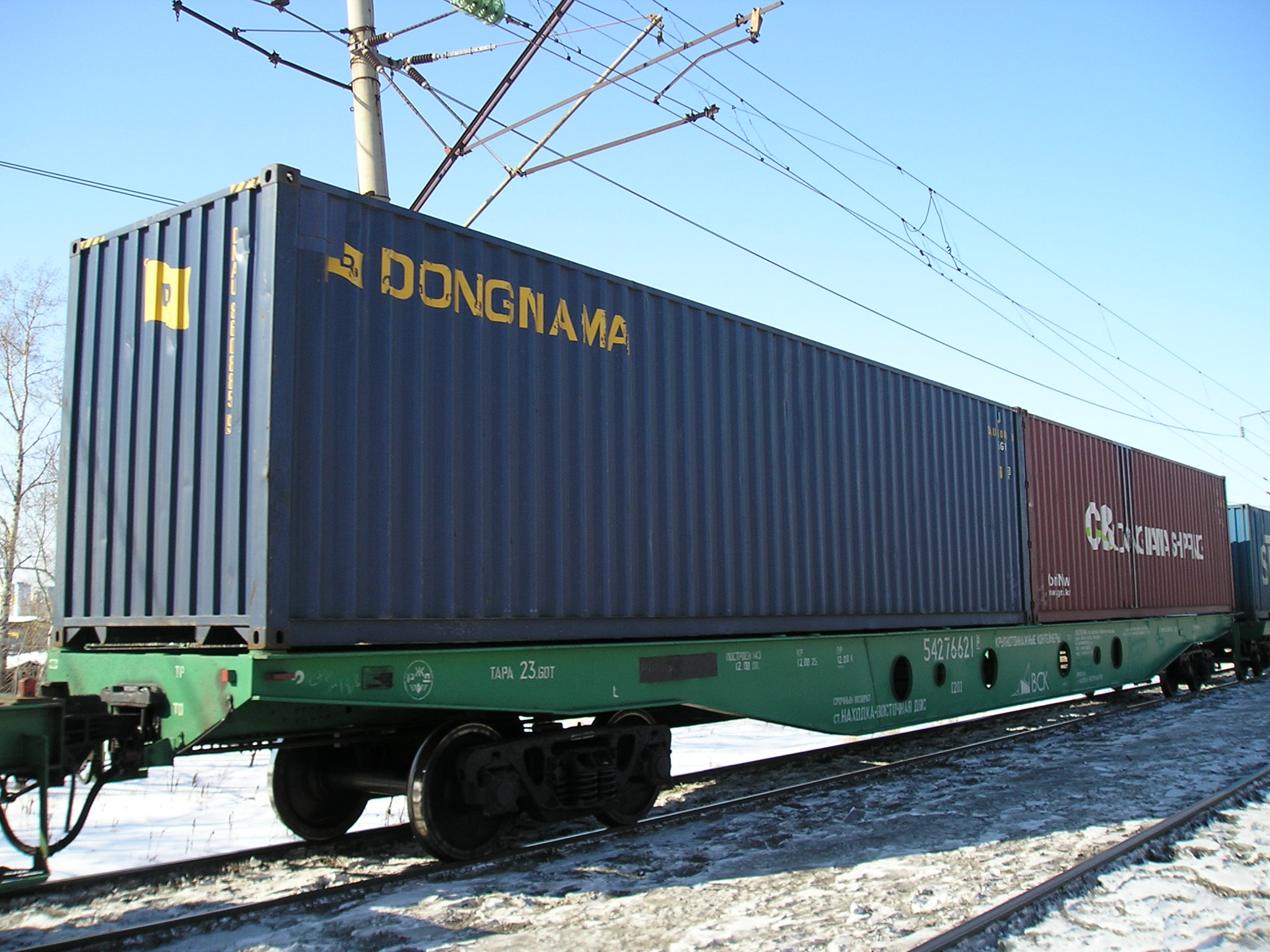
80-футова фітингова платформа із двома 40-футовими контейнерами. Задіяні торцеві та середні упори платформи, решта під контейнерами відкинута.
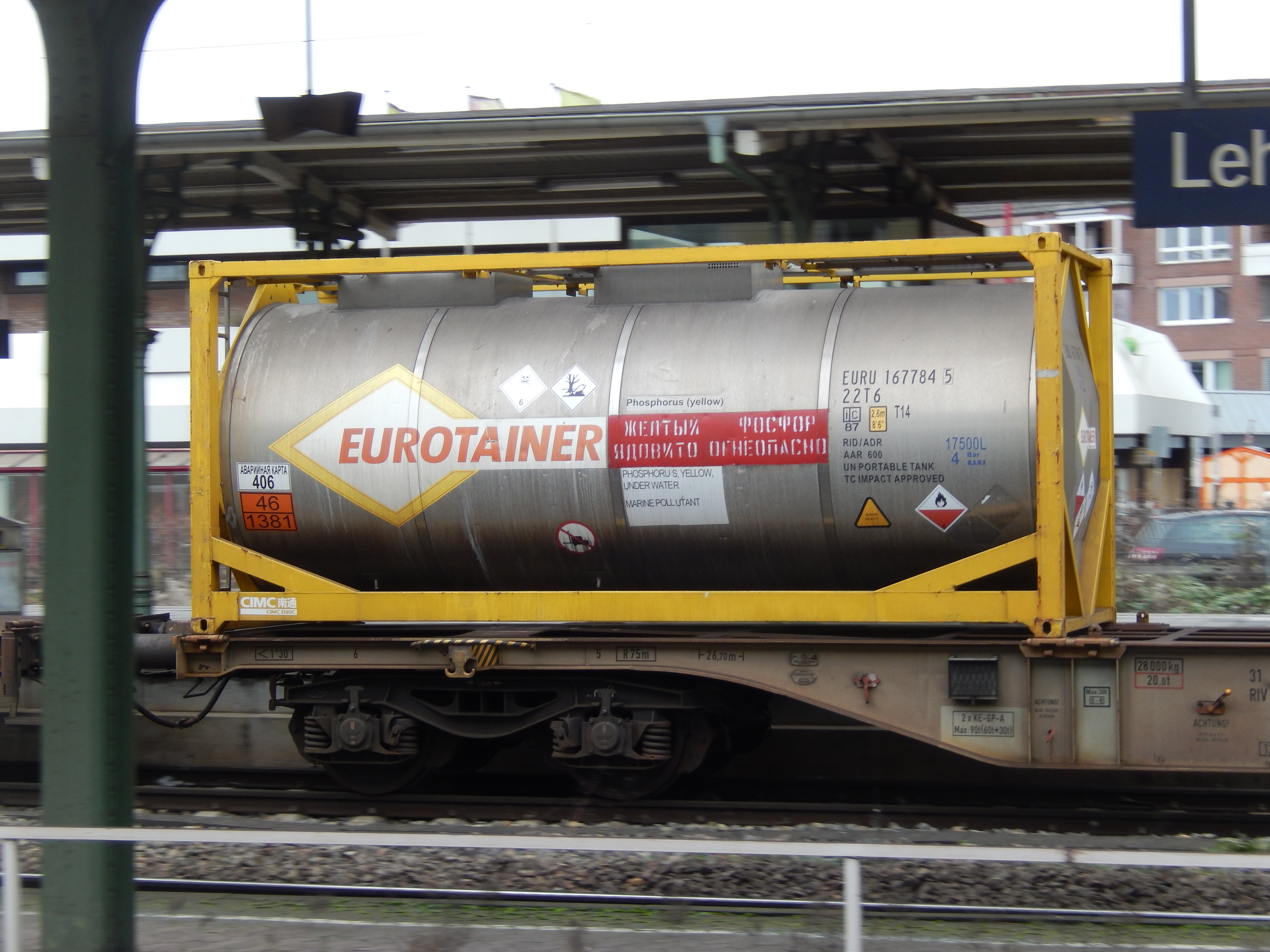
Контейнер-цистерна на фітинговій платформі. Німеччина
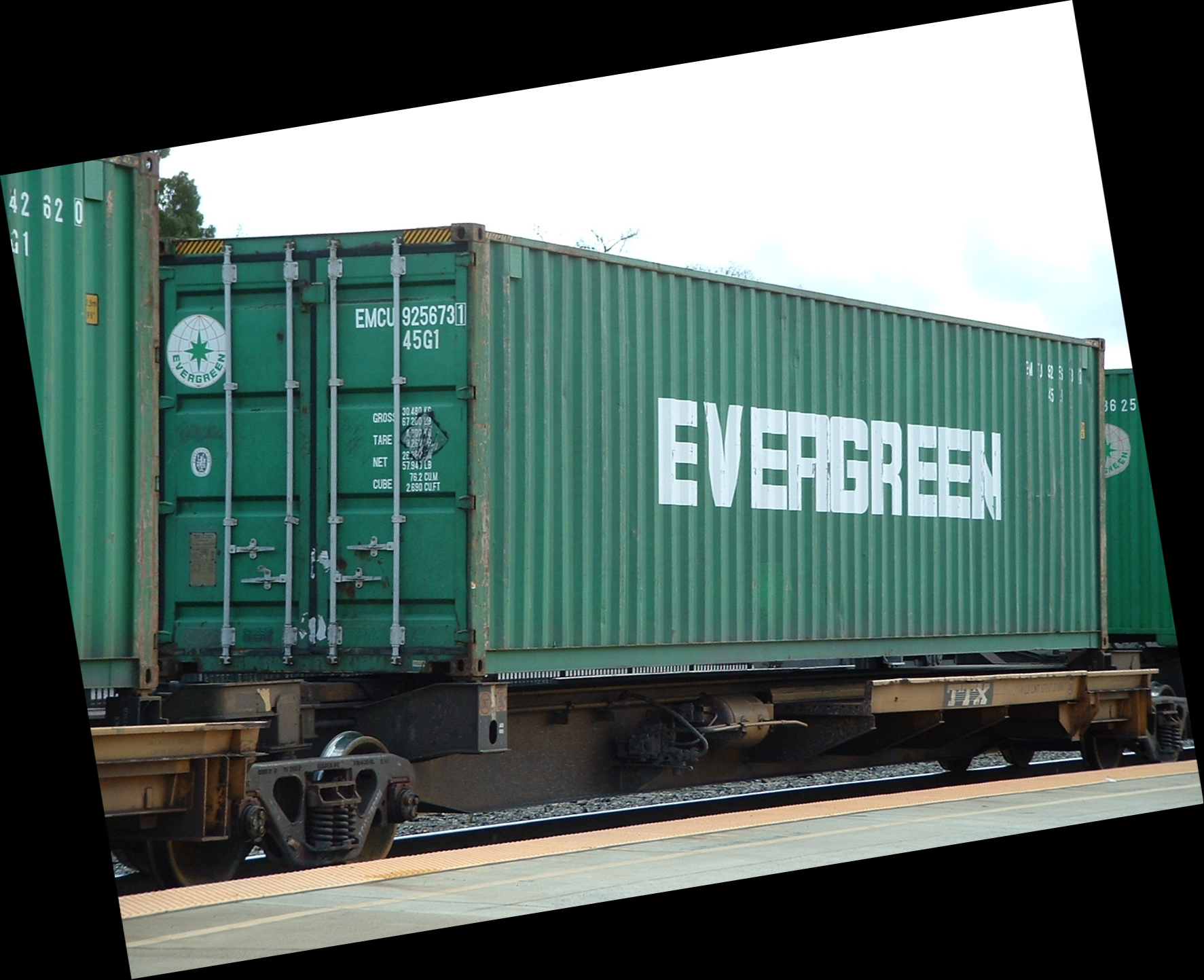
Контейнер на фітингові платформі. Дальня пара упорів пересувна для встановлення контейнерів різної довжини. США

## Див.також
- Інтермодальні перевезення